# وفادارانه (فیلم)
وفاداری بزرگ (به انگلیسی: High Fidelity) فیلمی ۱۱۳ دقیقه‌ای به کارگردانی استیون فریرز با بازی جان کیوساک است.